# François-Joseph Dizi
François-Joseph Dizi (Namur, Bèlgica, 4 de gener de 1780 - novembre de 1840) fou un arpista i compositor belga. Són pare era professor de música al conservatori de Dinant.
S'explica que havent embarcat als Països Baixos per passar a Anglaterra, caigué al mar un dels mariners del vaixell en què ell anava, i quan va intentar salvar-lo fou llençat a la costa per les ones. Va anar cap a Londres on es va trobar absolutament sense recursos, ja que tot el havia, havia deixat en l'embarcació. Hauria mort sinó hagués s'havia trobat amb Sébastien Érard, un factor d'orgues i pianos que hi havia emigrat a la revolució francesa. Érard restà enamorat del seu talent. Dotat de felices disposicions per la mecànica, inventà una arpa de doble acció, que és diu arpa perpendicular; però perquè era de construcció difícil i el mecanisme s'alterava sovint va renunciar al sistema. Duplica les taules d'harmonia de les arpes per donar més resistència a les vibracions de les cordes, i disposà els pedals de l'instrument d'una forma més regular que el generalment adoptat, però que no va prevaldre pel poder de la costum. El 1828 se'n va anar cap a París on va ser professor de la princesa de la família d'Orleans i soci de la casa Pleyel. El 1831 es va trobar uns dies amb Frédéric Chopin a Brussel·les que estimava molt la seva manera de tocar l'arpa.
Va escriure mantes composicions per a arpa. El seus Sonatensätze són meres estudis tècniques que han perdut encant avui. Els 48 Progressive Etudes, ans al contrari continuen a ser editades i executades.